# Bastardsvärd

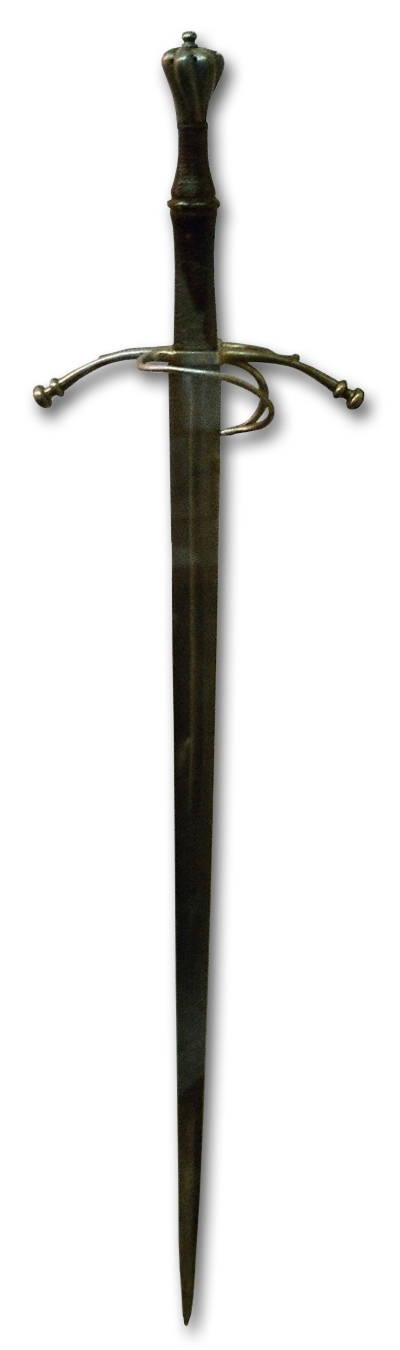
Bastardsvärd

Bastardsvärd är en typ av slagsvärd som förekom i Europa under medeltiden. Det är ett mellanting mellan stora och tunga långsvärd som krävde två händer och lättare enhandssvärd. Denna korsning, en-och-en-halv hands svärd, kallades därför bastarder eller bastardsvärd.